# John Thomas (friidrottare)
John Curtis Thomas, född 3 mars 1941 i Boston i Massachusetts, död 15 januari 2013 i Brockton i Massachusetts, var en amerikansk friidrottare.
Olympiaåret 1960 förbättrade Thomas världsrekordet i höjdhopp med närmare sju cm, från 2,16 till 2,229 (7 fot 3¾ tum), officiellt 2,22. Han blev olympisk bronsmedaljör i höjdhopp vid olympiska sommarspelen 1960 i Rom och vann silver 1964 i Tokyo.